# 안가라 항공 2311편 추락 사고
안가라 항공 2311편은 2025년 7월 24일 두 번째 착륙 시도 중 시야 불량으로 최종 접근 중 추락한 안가라 항공이 이그나티예보 공항에서 틴다 공항으로 운항하는 러시아 국내선 정기편이었다. 안토노프 An-24 항공기는 틴다 공항에서 약 16 킬로미터 (9.9 마일) 떨어진 러시아 동부 아무르주의 틴다 근처 숲에 추락했다. 탑승자 42명과 승무원 6명 전원이 사망했다.

## 배경

### 항공기
사고에 연루된 항공기는 1976년 1월 29일에 제조된 49년 된 안토노프 An-24RV로, 등록기호는 RA-47315였다. 이 항공기는 1991년 소련의 붕괴 이전에 아에로플로트에서 처음 운항했다. 또한 니즈니노브고로드 항공, 캄푸치아 항공, 쿠르스크아비아, 이제비아, 아에로서비스, 러스라인에서도 운항했다. 추락 당시 안가라 항공은 1972년에서 1976년 사이에 제작된 10대의 안토노프 An-24 항공기를 운항하고 있었다. 로사비아차는 이 항공기가 2018년 이후 4건의 사고에 연루되었으며, 최근 기술 점검을 통과했다고 밝혔다. 이 항공기의 감항성 증명서는 2021년에 2036년까지 유효하도록 갱신되었다.

### 승객 및 승무원
항공기에는 승객 42명과 승무원 6명이 탑승하고 있었다. 승객 중에는 어린이 5명이 포함되어 있었다. 승객 중 5명은 러시아 철도 회사 직원이었다. 43번째 승객은 손녀가 아파서 비행기를 놓쳤다. 승객 중 한 명은 중국 국적자였다.
기장은 61세의 뱌체슬라프 로그비노프로, 탈갓 비겔디노프 방공군사 연구소를 졸업했다. 그는 안가라 항공에 합류하기 전에 이르아에로에서 근무한 경력이 있었다. 부기장은 37세의 키릴 플락신이었다. 항공 기관사는 30세의 블라디미르 복흐민체프였다.

## 사고
항공기는 08:20에 이그나티예보 공항에 착륙하여 연료를 재급유하고 새로운 승객을 태운 후 11:20에 다시 이륙했다. 항공기는 원래 09:10에 출발할 예정이었으나 악천후로 인해 1시간 35분 지연되었다. 인테르팍스에 따르면, 비행 경로는 하바롭스크, 블라고베셴스크 (아무르주), 틴다에 정차하는 것을 포함했다. 추락 당시, 비행기는 최종 목적지인 아무르주의 틴다에 거의 다다랐을 때 레이더에서 사라졌다. 항공기는 틴다 공항 주변의 나쁜 시야에서 최종 접근을 놓쳐 두 번째 착륙 시도를 해야 했고, 이 과정에서 체크포인트에서 보고하지 못했다. 항공기와의 통신은 VLAT 13:00에 두절되었다. 비행 승무원으로부터 조난 신호는 수신되지 않았다.
사고 당시 북동풍이 7 km/h (4 kn)로 불었고, 시야는 무제한(이상 10 km (6 mi))이었으며 약한 비가 내렸고, 210 미터 (690 ft)에 흩어진 적란운과 600 미터 (2,000 ft)에 다른 조각 구름이 있었다. 기온은 17 °C (63 °F)였고 QNH 압력은 1002 hPa였다.
불타는 항공기 잔해는 17:30에 로사비아차 구조 헬리콥터에 의해 발견되었으며, 틴다에서 16 킬로미터 (9.9 마일) 떨어진 곳이었다. 러시아 언론은 잔해가 산비탈에서 발견되었으며 생존자는 없다고 보도했다. 추락 현장까지는 도로가 없어 100명 이상의 구조팀이 중장비를 이용해 길을 냈다. 구조대는 23:00에 추락 현장에 도착했다. 현장으로의 지상 접근은 외진 늪지 지형으로 인해 방해를 받았다.

## 여파
아무르주에서는 사고 희생자들을 위한 3일간의 애도 기간이 선포되었다. 교통부 장관 안드레이 니키틴은 희생자 가족들에게 500만 루블 (당시 환율로 63000달러, 8,445만원)이 보상금으로 지급될 것이라고 말했다. 아르메니아, 인도, 벨라루스, 중국, 이집트, 카자흐스탄의 지도자들은 블라디미르 푸틴 러시아 대통령에게 사고에 대한 애도를 표했다.

## 조사
사고 원인에 대한 조사가 러시아 수사위원회에 의해 개시되었다. 항공기의 비행자료기록장치는 사고 발생 하루 만에 회수되었다.